# Shiva
Shiva (Sanscrită: शिव, Hindi: शिव), cunoscut și sub numele Siva; se scrie Śiva în transliterația oficială IAST) este o formă a lui Ishvara în religia hindusă, mai ales în scrierile vedice târzii. De asemenea, este zeul suprem în shivaism, una din ramurile principale ale hinduismului practicat în India.
Aparținând trinității divine Trimurti, Shiva este zeul distrugerii, în timp ce Brahma este creatorul, iar Vishnu păstrătorul și conservatorul. Chiar dacă reprezintă distrugerea, Shiva este văzut ca o forță pozitivă a Universului, deoarece distrugerea este, în hinduism, urmarea firească a creației.
Filosoful Adi Sankara interpretează numele lui Shiva, spunând că înseamnă "Cel care purifică pe oricine îi rostește numele" sau "Cel pur".
Dansul este cea mai frumoasă artă, pentru că el nu este traducerea sau abstractizarea vieții; el este viața însăși" (Havelock Ellis). La indienii antici dansul însemna geometria ideală a formei, îngemănarea artelor, dar în același timp dinamism. SHIVA, simbolul mitologiei hinduse, considerat sursa oricărei activități era și Prințul suprem al dansului. El dansa fără încetare, dansul lui simbolizând forța creatoare a naturii. Cele 108 stiluri inventate de SHIVA s-au transmis până la învățatul BHARATA, autorul celebrului tratat (6.000 de versuri) despre dans, poezie și teatru. 

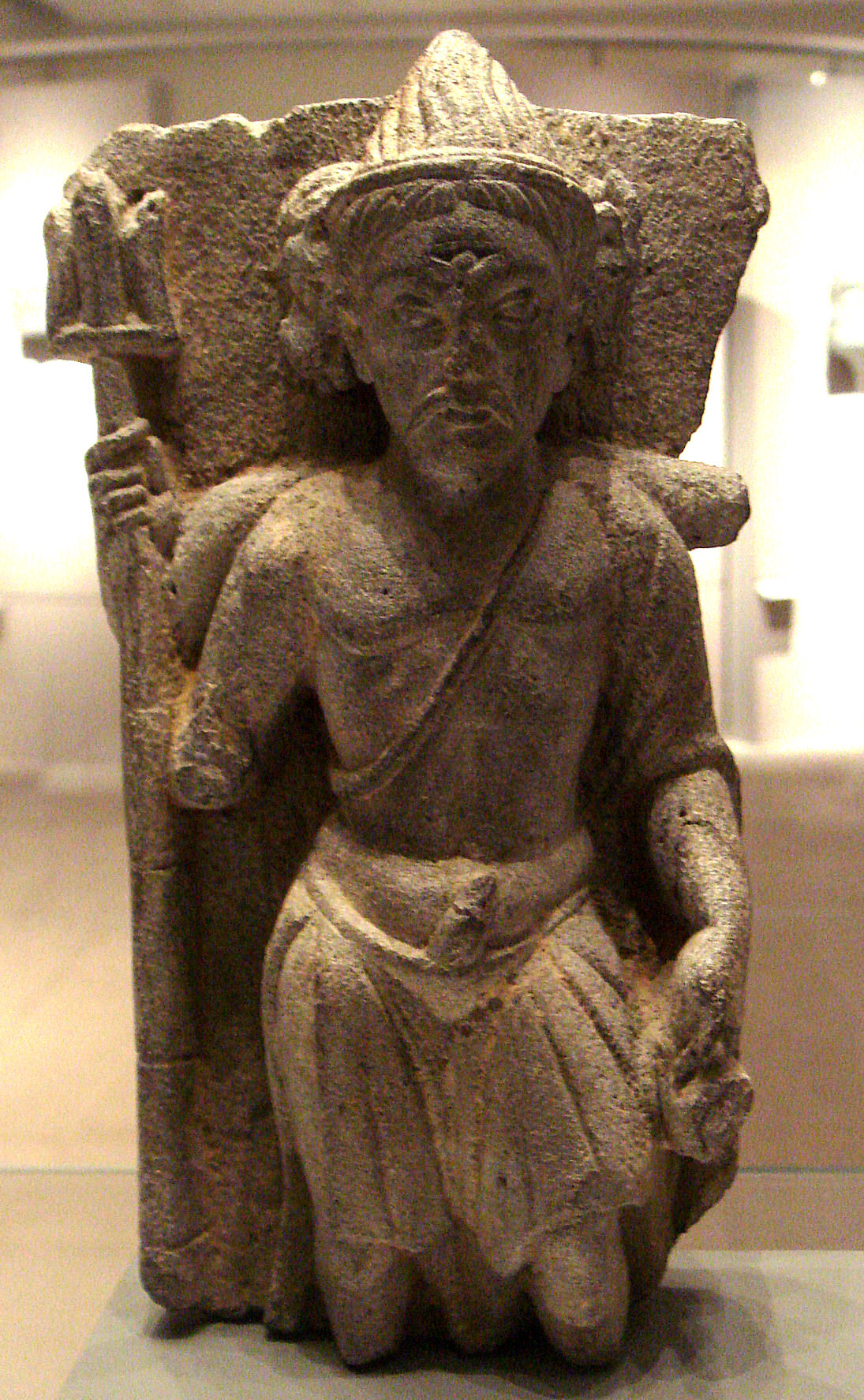
Shiva cu trei capete, Gandhara

## Locul lui Shiva în mitologia hindusă
Zeu de prim rang din panteonul Indiei, după unele indicii, unul din cei mai vechi, deși necunoscut nominal în Vede decât ca Rudra și amintit cu numele de Shiva doar în Ramayana, iar mai târziu, compunând împreună cu Brahma și Vishnu triada supremă. Cu timpul, cele două divinități contopindu-se, Shiva devine un zeu cu două ipostaze, simbolizând echilibrul de forțe în univers, reprezentate de două principii sau direcții contrare: distrugerea sau reparația universului.

## Ipostaze ale lui Shiva
Rudra, ca distrugător al universului, este energia cosmică negativă (manifestată uneori și în forme feminine, ca ipostaze ale lui Shiva sau, de obicei, în împreunarea lui cu soția sa plurinominalizată - care șade întotdeauna în stânga zeului : Sakti, zeița vieții și morții, care e totodată Kali (Cea Neagră), devoratoarea lumii, sau Uma. Altă zeiță considerată ca fiind soția lui Shiva este Parvati, fiica munților Himalaya și ipostaza ei malefică, Durga, cea inaccesibilă, zeița războiului și a măcelului.
Shiva, reparatorul universului distrus, este energia cosmică pozitivă, izvorul forței de reproducție și divinitatea fecundatoare, având, în această ipostază a fecundării universului, ca simbol principal, organul falic (lingamul), venerat și astăzi ca simbol al forței creatoare și considerat ca investit cu puteri magice, fiind purtat în India contemporană adesea ca amuletă. De altfel, în India de azi sunt numeroase obeliscuri simbolizând lingam, cărora credincioșii li se închină.

## Numele sau epitetele lui Shiva

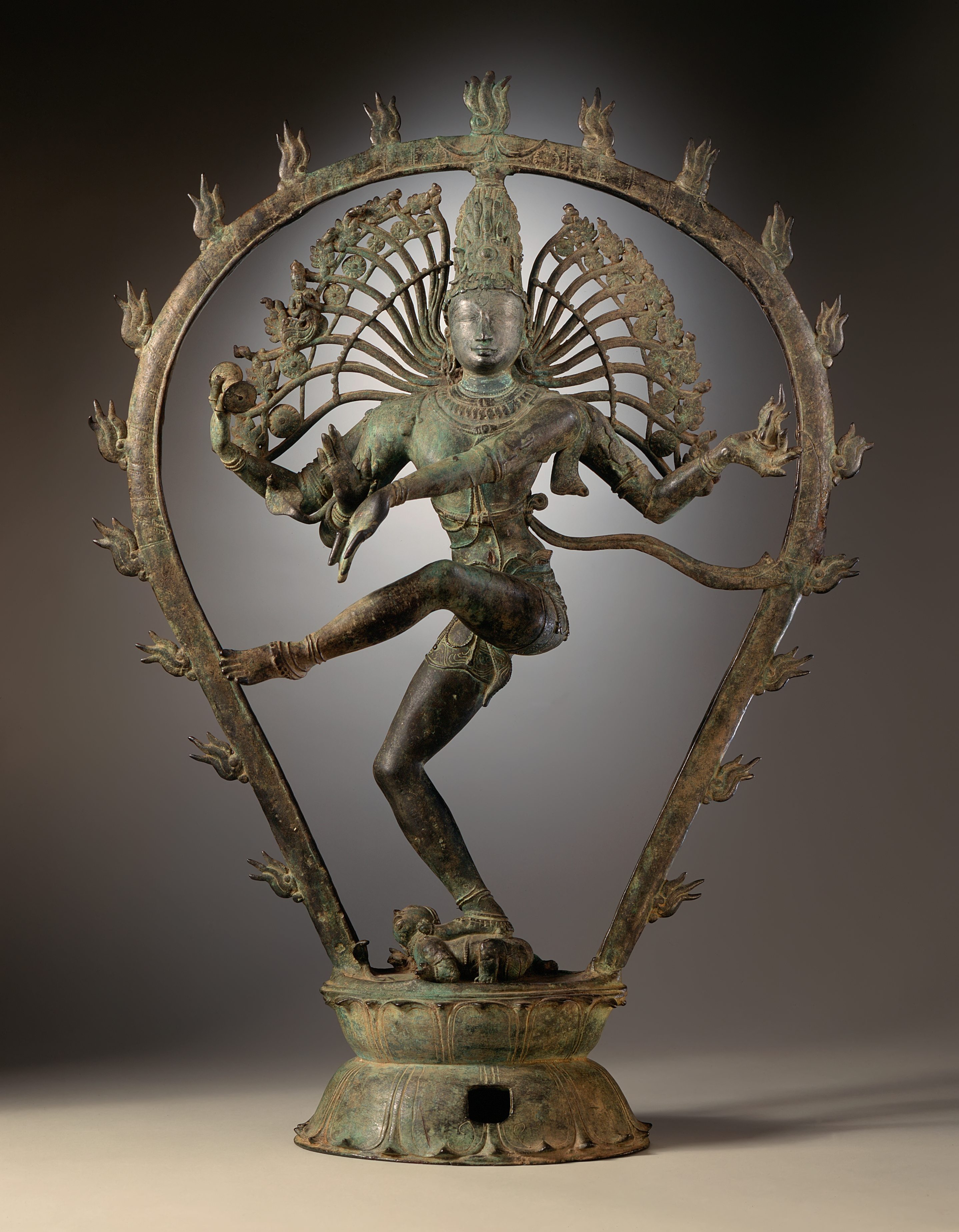
Statuie cu Shiva ca dansator cosmic (Shiva Nataraja)

Shiva are 1008 nume sau epitete, traducând diversele lui atribute. Printre cele mai importante sunt: 
- Mahayogi - Marele ascet
- Vibhava - Strălucitorul
- Lokadhatar - Ziditorul lumii
- Isha - Stăpânul
- Ugra - Preaputernicul
- Pasupati - Pastorul cel bun
- Pinakin - Cel înarmat cu trident
- Hara - Distrugătorul
- Kapalamalin - Purtătorul colierului de cranii
- Mrida - Milostivul
- Shambhu - Aducătorul de nisip
- Mayavin - "Magicianul"
- Nataraja - "Dansatorul divin"
- Dakshinamurti - "Invatatorul divin"
- Bikshatana - "Cel care trezeste dragostea"
- Dhurjati - "Ascetul"
- Kamari - "Stapanul Dorintelor"
- Ardhanarishvara - "Androginul"
- Umapati- " Suveran al Iubirii"
- Virupaksha - "Stapanul celui de-al trei-lea ochi"

## Atributele lui Shiva
Zeul poate să întrerupă ciclul de reîncarnări (samsara)- "Cine pune cu mâna sa o floare pe capul lui Shiva, rostind versul de 6 silabe, acela nu mai renaște." (Panchatantra I, 168). Cele 6 silabe sunt "Om, namah Shivaya, adică "Om, închinare lui Shiva("om" este silaba sacră cu care începe invocarea oricărui zeu).
Totodată, Shiva este ocrotitorul asceților și deținătorul puterii magice a meditației și căinței (în această ipostază reprezentat adesea ca ascet gol, cu cenușă pe trup și cu un craniu în mână, în care adună milostenia oamenilor, purtarea craniului fiind osânda primită de zeu după ce a ucis un brahman).
În călătoriile sale, Shiva se folosește ca vehicol de taurul său, Nandi.
Există în Mahabharata un episod ciudat (raportabil la vulnerabilitatea zeilor Indiei): regele Kirannyakashipu, stăpânul demonilor Daitya, învingând pe Indra, îi răpește lui Shiva domnia asupra celor 3 lumi, dar fiind trufaș își persecută fiul (Prahlada)care îl adora pe Vishnu iar acesta din urmă îl ucide. Mitul subliniază că Shiva a rămas fără domnie un milion de ani.
În cultul lui Shiva are importanță principală așa-numitul ritual de seară - pradosha.

## Reprezentările lui Shiva
Reprezentările plastice ale lui Shiva sunt diverse. Adesea este înfățișat cu 5 chipuri, cu părul vâlvoi adunat în creștet și deasupra cu simbolul fluviului Gange.
O altă reprezentare îl descrie ca având pielea neagră (ca și Krishna) sau vânătă. Acesta este un rezultat al momentului în care în cadrul cosmogonic al agitării oceanului primordial, ieșise la iveală, printre comori, veninul kalakuta, pe care zeul l-a băut ca să scape universul de otrăvire, el doar învinețindu-se.
O altă imagine răspândită este cea în care este așezat într-un cerc, mărginit de văpăi, având patru brațe și două aripi de flăcări, în timp ce execută dansul tandava pe trupul unui demon, care simbolizează tripla cetate spațială demonică Triptura.

## Familia lui Shiva
| Parvati | Parvati | Parvati | Parvati | Parvati | Parvati |         |         |         |         |         |         |  |  |           |           |           |           |           |           | Shiva | Shiva | Shiva | Shiva | Shiva | Shiva |  |  |  |  |  |  |  |  |
| Parvati | Parvati | Parvati | Parvati | Parvati | Parvati |         |         |         |         |         |         |  |  |           |           |           |           |           |           | Shiva | Shiva | Shiva | Shiva | Shiva | Shiva |  |  |  |  |  |  |  |  |
|         |         |         |         |         |         |         |         |         |         |         |         |  |  |           |           |           |           |           |           |       |       |       |       |       |       |  |  |  |  |  |  |  |  |
|         |         |         |         |         |         | Ganesha | Ganesha | Ganesha | Ganesha | Ganesha | Ganesha |  |  | Kartikeya | Kartikeya | Kartikeya | Kartikeya | Kartikeya | Kartikeya |       |       |       |       |       |       |  |  |  |  |  |  |  |  |